# Kléber (calciatore 1983)
Kléber Giacomazzi de Souza Freitas noto semplicemente come Kléber (Osasco, 12 agosto 1983) è un ex calciatore brasiliano, di ruolo attaccante.
Vanta più di 110 gol in carriera.

## Palmarès

### Club

#### Competizioni statali
- Campionato paulista: 1

Palmeiras: 2008
- Campionato Mineiro: 1

Cruzeiro: 2009

#### Competizioni nazionali
- Campionato ucraino: 2

Dinamo Kiev: 2003-2004, 2006-2007
- Supercoppa d'Ucraina: 3

Dinamo Kiev: 2004, 2006, 2007
- Coppa d'Ucraina: 3

Dinamo Kiev: 2004-2005, 2005-2006, 2006-2007

### Nazionale
- Campionato mondiale Under-20: 1

2003

### Individuale
- Capocannoniere della Coppa d'Ucraina: 1

2005-2006 (6 reti)
- Capocannoniere della Coppa del Brasile: 1

2011 (5 gol, a pari merito con Adriano, Alecsandro, Rafael Coelho e William)